# 郑惠玉
郑惠玉（1968年1月10日—），新加坡女演員，籍貫潮州，是新加坡娱乐圈里人称阿姐，目前是新传媒私人有限公司旗下经纪合约艺人。
出道前曾是一名模特儿，在1988年参加了第一届《才华横溢出新秀》，并荣登冠军宝座而开启了她的演艺生涯。后来凭着电视剧《三面夏娃》、《双天至尊》和《金枕头》等多部电视剧里的精湛演技而大获好评并且深入民心。在1996年的红星大奖凭《金枕头》首度获颁年度最佳女主角大奖，在2017年相隔21年凭《你也可以是天使2》再度封后，兩年後憑《給我一百萬》第三度封后。2021年憑《單翼天使》四度封后。
鄭惠玉连续十年夺得十大最受欢迎女艺人奖项，并于2004年与新传媒两大阿哥李南星和周初明一起获颁首次增设的『超级红星大奖』。在2001年拿下首次增设的大马最受欢迎新传媒女艺人奖项，并连续三年捧走此大奖。

## 经历

### 出道前
郑惠玉在1988年夺得第一届“才华横溢出新秀”冠军，正式出道成为当时的新广艺人。  

### 1988年：首部出道电视剧《窈窕淑女》
1988年，新广为第一届“才华”新秀量身制作的电视剧《窈窕淑女》，由“才华”冠军郑惠玉、亚军陈丽贞和季军刘琦主演，男主角是黄文永。  

### 1989年至1994年：出演电视剧《三面夏娃》、《双天至尊》
1990年，郑惠玉成为“丽士 LUX 香身沐浴露”的首位新加坡本地的广告代言人，打破了这产品只用国际巨星如苏菲亚·罗兰、陈冲等人的局面。
1991年，在电视剧《三面夏娃》中饰演叛逆又复仇心重的拜金女BoBo，突破性的精湛演技奠定了她在观众心目中的地位，而《三面夏娃》收视亦破百万，郑惠玉一跃成为新加坡首席女艺人，BoBo这个角色也成为新加坡电视史上最经典的人物之一。同时期，郑惠玉频密地受邀上各大杂志封面，加上百变的她，因可塑性极高而被冠称'千面女郎'的封号。
1993年，惠玉和李南星主演的《双天至尊》口碑和收视创佳绩，再次奠定郑惠玉在电视圈阿姐的地位。同时，郑惠玉和李南星赌后和赌王的角色深入民心，默契十足，成为观众影迷心目中的最佳荧幕情侣。
1994年，新广首次举办“红星大奖”，郑惠玉夺“最受欢迎女艺人”奖，证明了她的受欢迎程度。

### 1995年至1997年：个人写真集《惠玉》，出演电视剧《金枕头》，续演《雙天至尊Ⅱ》
1995年，新视推出郑惠玉个人写真集《惠玉》，成为第一位推出摄影集的新加坡女明星，而《惠玉》也是至今新加坡最畅销的艺人写真集。同年，阿姐和飞机师蔣佳偉注册结婚，一时成为佳话。
1996年度的新视“红星大奖”，郑惠玉凭《金枕头》中饰演周小丹以楚楚可怜而突出的表现获颁“红星大奖”最佳女主角奖，再次证明惠玉的演技和实力。同一年里，阿姐拍摄《雙天至尊Ⅱ》，这也是新视96年最高收视率的电视剧。此外，惠玉还与台湾歌手李宗盛合唱这部电视剧的主题曲“当爱擦身而过”。
1997年，阿姐远赴美国纽约進修，上了六星期的演技课程。

### 1998年至2000年：演艺事业十周年、出演电视剧《家事》
1998年，新视为惠玉庆祝演艺事业十周年，答谢影迷对惠玉的爱戴与支持，在十月底出版《十分郑惠玉》EP，收录惠玉的两首音乐电视MV《感谢》和《用一生演出》。  
2000年，郑惠玉凭《家事》落落大方的角色获“亚洲电视大奖”最佳女主角的提名。  

### 2001年至2003年：出演电影《孩子树》、首次出演环境剧《加东Miss Oh》
2001年，郑惠玉搭档吴镇宇演出电影《孩子树》，惠玉饰演的单亲妈妈，表现深获好评，自然具感染力的演绎，感人至深。同年，阿姐和夫婿蒋佳伟举行婚礼。
2002年，郑惠玉破天荒首次演出环境剧《加东Miss Oh》，扮演Miss Oh这位搞怪舍监的喜剧人物。自成一格的喜感，也让她入围了《红星大奖》最佳喜剧演员。郑惠玉同时也是红十字会及世界宣明会的慈善大使，先后到访柬埔寨、蒙古、非洲莱索托、马来西亚等地展开“爱心之旅”，以她的真诚爱心、实际行动回馈社会。

### 2004年至2006年：成为“超级红星奖”、“亚洲人气偶像50强”排名第一、出演电视剧《百万宝》
郑惠玉过去连续十年获得红星大奖十大最受欢迎艺人，因此在2004年获颁红星大奖“超级红星奖”，同期得奖者包括李南星和周初明，阿姐是首位女演员获得此殊荣。  
2005年，由新加坡《联合早报》副刊《现在》主办的第四届“亚洲人气偶像50强”投选当中，郑惠玉是众多新加坡艺人当中得票最多，排名第一，显示了她阿姐的魅力。同年，阿姐顺利诞下第一胎。
2006年，郑惠玉再次搭档李南星主演电视剧《百万宝》，收视理想。

### 2007年至2008年：参与电视筹款节目《仁心慈爱照万千》、参加《风火雷雨显辉皇》
2007年，郑惠玉参演电视筹款节目《仁心慈爱照万千》，阿姐带来“变脸”的精彩表演。在同年举行的《红星大奖之戏剧情牵25》中，郑惠玉与“最喜爱女演员”奖座无缘。
2008年，《45载光芒8方贺台庆》里参加《风火雷雨显辉皇》，表演《雨》。

### 2009年至2010年：出演电视剧《双子星》、电影《割爱》
2009年，新传媒年度大戏《双子星》，于2009年5月27日，9時正首播，让郑惠玉、范文芳历经14年之後再次合作。分别搭档：李南星、郑斌辉。
2010年，郑惠玉因懷有第三胎、及在电影《割爱》有角色，推掉在电视剧《最火搭档》的角色。陈莉萍演出《最火搭档》角色。

### 2011年至2016年：出演电视剧《阿娣》、《双星报喜》
2011年，郑惠玉在电视剧《阿娣》再度出击，与好友艺人陈汉玮搭档，是新传媒8频道47周年庆电视剧。郑惠玉凭借其精湛的演技，以阿娣一角获得2012年红星大奖最佳女主角的提名。
2012年，郑惠玉与国际演员白梓軒在电视剧《双星报喜》首度搭档。他们分别演两个角色，其中一个是人一个“神”。这也是他们第一部“突破性”连续剧。

### 2017年至2022年：再度封后，荣获最佳女主角奖
2017年，郑惠玉主演電視劇《你也可以是天使2》，再度封后。
2019年，郑惠玉与老拍檔陈汉玮主演电视剧《給我一百萬》二人双双成為最佳女主角及最佳男主角。
2020年，郑惠玉与鐘琴以及洪凌出演重头剧《單翼天使》。2021年4月18日，第26届紅星大獎2021，郑惠玉打敗对手陈莉萍，陈凤玲，瑞恩等人夺得最佳女主角，荣获第四座奖项，成为当前得奖次数最多的女艺人。

## 影视作品

### 電視劇（新廣(SBC)（英语：Singapore Broadcasting Corporation）時期）
| 年份   | 劇名                           | 角色             |
| ------ | ------------------------------ | ---------------- |
| 1988年 | 《窈窕淑女》                   | 傅桂花           |
| 1988年 | 《奇缘2》之“怨偶天成”          | 朱秀娟/贾男      |
| 1989年 | 《铁警雄风》                   | 林碧卿           |
| 1989年 | 《亲心唤我心》                 | 方伊宁           |
| 1990年 | 《我爱芳邻》                   |                  |
| 1990年 | 《出人头地》                   | 叶蓓             |
| 1990年 | 《壮志豪情》                   | 江淑娜           |
| 1991年 | 《最后一个大侠》               | 红袖             |
| 1991年 | 《三面夏娃》                   | 吴金宝（Bobo）   |
| 1992年 | 《霹雳红唇》                   | 倪婕             |
| 1992年 | 《执法先锋》                   | 温带金           |
| 1992年 | 《戏剧人生》                   | 舒晴             |
| 1993年 | 《暴雨狂花》                   | 蔡亦苓           |
| 1993年 | 《卿本佳人》                   | 方晓婷           |
| 1993年 | 《欢喜冤家》                   | 张水梅           |
| 1993年 | 《双天至尊》 The Unbeatables I | 洛其芳（龍嘉嘉） |
| 1994年 | 《惊天大阴谋》                 | 乐珊             |
| 1994年 | 《一号凶宅》                   | 李莎莉、李晴     |

### 電視劇（新視(TCS)（英语：Television Corporation of Singapore）時期）
| 年份   | 劇名                            | 角色             | 入圍／獲獎                   |
| ------ | ------------------------------- | ---------------- | ---------------------------- |
| 1994年 | 《聪明糊涂心》                  | 祁美花           |                              |
| 1995年 | 《潮州家族》 The Teochew Family | 蔡崇美（蔡美娜） |                              |
| 1995年 | 《金枕头》                      | 周小丹           | 獲得紅星大獎1996：最佳女主角 |
| 1996年 | 《妈姐情缘》                    | 欧桂开、女儿     | 入圍紅星大獎1997：最佳女主角 |
| 1996年 | 《雙天至尊Ⅱ》                   | 洛其芳（黃悅芳） |                              |
| 1997年 | 《富贵双城》                    | 余淑婷           |                              |
| 1997年 | 《101老婆》之〈老婆柠檬茶〉     | 杨 静            |                              |
| 1997年 | 《长河》                        | 余家慧（鱼妹）   |                              |
| 1998年 | 《神鵰俠侶》                    | 陆二娘（客串）   |                              |
| 1998年 | 《卫斯理传奇》                  | 白 素            | 入圍紅星大獎1998：最佳女主角 |
| 1999年 | 《另类佳人》                    | 翩 翩            | 入圍紅星大獎1999：最佳女主角 |
| 1999年 | 《千年虫》                      | 黄思捷           |                              |
| 2000年 | 《家事》                        | 张晓彤           | 入圍紅星大獎2000：最佳女主角 |
| 2001年 | 《世纪攻略》                    | 叶凯双           | 入圍紅星大獎2001：最佳女主角 |

### 電視劇（新傳媒Mediacorp時期）
| 年份    | 劇名                                              | 角色             | 入圍／獲獎                         |
| ------- | ------------------------------------------------- | ---------------- | ---------------------------------- |
| 2001年  | 《大酒店》 (第一集)                               | 碧玉（客串）     |                                    |
| 2002年  | 《加东Miss Oh》                                   | 欧立珠 (Miss Oh) |                                    |
| 2002年  | 《雙天至尊Ⅲ》                                     | 洛其芳           |                                    |
| 2003年  | Phua Chu Kang V 《鬼马家族Ⅴ》                     | 婷 婷（客串）    |                                    |
| 2003年  | 《荷兰村》                                        | （客串）         |                                    |
| 2003年  | 《我家四个宝》                                    | 吴毓丽 (Kim)     | 入圍紅星大獎2003：最佳女主角       |
| 2004年  | 《跑吧！男人》                                    | 简 洁            |                                    |
| 2004年  | 《野蛮亲家》                                      | 姚美美           |                                    |
| 2006年  | 《闲妻靓母》                                      | 岳 靓            |                                    |
| 2006年  | 《百万宝》                                        | 白星星           |                                    |
| 2008年  | 《絕對佳人》                                      | 陈宝玉           |                                    |
| 2008年  | 《不凡的爱》                                      | 林欣雅           |                                    |
| 2009年  | 《双子星》                                        | 叶予晨           | 入圍「亞洲電視大獎2009」最佳女主角 |
| 2011年  | 《阿娣》                                          | 刘招娣（阿娣）   | 入圍紅星大獎2012：最佳女主角       |
| 2012年  | 《雙星報喜》                                      | 李美凤／小帅神   |                                    |
| 2013年  | 《志在四方》                                      | 周薇芸           |                                    |
| 2014年  | 《118》                                           | （客串）         |                                    |
| 2015年  | 《你也可以是天使》                                | 王若君           |                                    |
| 2015年  | 《志在四方II》                                    | 周薇芸           | 入圍紅星大獎2016：最佳女主角       |
| 2016年  | 《你也可以是天使2》                               | 王若君           | 获得紅星大獎2017：最佳女主角       |
| 2016年  | 《大英雄》                                        | Deborah          |                                    |
| 2017年  | 《Z世代》                                         | 方廷             | 入圍紅星大獎2018：最佳女主角       |
| 2018年  | 《给我一百万》                                    | 胡娇芬           | 获得紅星大獎2019：最佳女主角       |
| 2018年  | 《维多利亚的模力》                                | Zoe              |                                    |
| 2018年  | 《你也可以是天使3》                               | 王若君           |                                    |
| 2019年  | 《好世谋》                                        | 宋醫師 （客串）  |                                    |
| 2019年  | 《你那边怎样·我这边OK》                           | 张碧珠           |                                    |
| 2020年  | 《单翼天使》                                      | 施若芸           | 获得紅星大獎2021：最佳女主角       |
| 2021年  | 《邻里帮》                                        | 泰勒             |                                    |
| 2022年  | 《你也可以是天使4》                               | 王若君           |                                    |
| 2025 年 | 《小娘惹之翡翠山》 The Little Nyonya-Emerald Hill | 刘秀娘           |                                    |

### 電視電影
| 年份   | 片名                                   | 角色 | 監製           | 備註                         |
| ------ | -------------------------------------- | ---- | -------------- | ---------------------------- |
| 1994年 | 《爱情定金》                           | 敏   | 胡鶴譯         | 入圍紅星大獎1995：最佳女主角 |
| 1995年 | 《甜甜屋》                             | 秀慧 | 謝益文、劉天富 |                              |
| 1996年 | 《杀之恋》                             | 施佳 | 袁再显         |                              |
| 1997年 | 《迷情專訪》                           | Joey |                |                              |
| 2010年 | 皇帽瑞狮喜迎虎电视电影系列《以爱为名》 | 温妮 | 王尤红         |                              |

### 電影
| 年份   | 片名               | 角色           | 導演   |
| ------ | ------------------ | -------------- | ------ |
| 1999年 | 《梁婆婆重出江湖》 | 鄭惠玉（客串） | 丁美蓮 |
| 2001年 | 《孩子．樹》       | 郭美凤         | 陈建仪 |
| 2010年 | 《割愛》           | 思思           | 李世雄 |

## 獎項纪录

### 演技獎項
| 年份 | 頒獎典禮            | 獎項             | 劇集                | 角色            | 結果 |
| ---- | ------------------- | ---------------- | ------------------- | --------------- | ---- |
| 1995 | 第2屆 紅星大獎1995  | 最佳女主角       | 《愛情定金》        | 敏              | 提名 |
| 1996 | 第3屆 紅星大獎1996  | 最佳女主角       | 《金枕頭》          | 周小丹          | 獲獎 |
| 1997 | 第4屆 紅星大獎1997  | 最佳女主角       | 《媽姐情緣》        | 歐桂開、女兒    | 提名 |
| 1998 | 第5屆 紅星大獎1998  | 最佳女主角       | 《衛斯理傳奇》      | 白素            | 提名 |
| 1999 | 第6屆 紅星大獎1999  | 最佳女主角       | 《另類佳人》        | 翩翩            | 提名 |
| 2000 | 第7屆 紅星大獎2000  | 最佳女主角       | 《家事》            | 張曉彤          | 提名 |
| 2000 | 第5屆 亚洲电视大奖  | 最佳戏剧女演员奖 | 《家事》            | 張曉彤          | 提名 |
| 2001 | 第8屆 紅星大獎2001  | 最佳女主角       | 《世紀攻略》        | 葉凱雙          | 提名 |
| 2003 | 第10屆 紅星大獎2003 | 最佳女主角       | 《我家四個寶》      | 吳毓麗（Kim）   | 提名 |
| 2009 | 第14屆 亚洲电视大奖 | 最佳戏剧女演员奖 | 《雙子星》          | 葉予晨          | 提名 |
| 2012 | 第18屆 紅星大獎2012 | 最佳女主角       | 《阿娣》            | 劉招娣（阿娣）  | 提名 |
| 2016 | 第22屆 紅星大獎2016 | 最佳女主角       | 《志在四方II》      | 周薇芸          | 提名 |
| 2017 | 第23屆 紅星大獎2017 | 最佳女主角       | 《你也可以是天使2》 | 王若君          | 獲獎 |
| 2018 | 第24屆 紅星大獎2018 | 最佳女主角       | 《Z世代》           | 方廷            | 提名 |
| 2019 | 第25屆 紅星大獎2019 | 最佳女主角       | 《给我一百万》      | 胡娇芬 / 胡椒粉 | 獲獎 |
| 2021 | 第26屆 紅星大獎2021 | 最佳女主角       | 《单翼天使》        | 施若芸 / 刘美娇 | 獲獎 |

### 其他
| 年份 | 獎項 |
| ---- | --- |
| 1988 | - 第一届“才华横溢出新秀”冠军 |
| 1994 | - 红星大奖五大最受欢迎女艺人 - 红星大奖最受欢迎女艺人 |
| 1995 | - 红星大奖五大最受欢迎女艺人 - 红星大奖最受欢迎女艺人 |
| 1996 | - 红星大奖五大最受欢迎女艺人 |
| 1997 | - 红星大奖十大最受欢迎女艺人 |
| 1998 | - 红星大奖十大最受欢迎女艺人 - 红星大奖特别成就奖 |
| 1999 | - 红星大奖十大最受欢迎女艺人 |
| 2000 | - 红星大奖十大最受欢迎女艺人 |
| 2001 | - 红星大奖马来西亚最受欢迎女艺人 - 红星大奖十大最受欢迎女艺人 |
| 2002 | - 第一届“亚洲人气偶像50强”第7名 - 红星大奖马来西亚最受欢迎女艺人 - 红星大奖十大最受欢迎女艺人                                                                                           |
| 2003 | - 第二届“亚洲人气偶像50强”第1名 - 红星大奖十大最受欢迎女艺人 - 红星大奖马来西亚最受欢迎女艺人 - 红星大奖最受欢迎电视搭档（郑惠玉和李南星） - 《Lime》杂志读者评选出的最喜爱的本地女演员 |
| 2004 | - 第三届“亚洲人气偶像50强”第4名 - 红星大奖超级红星奖 |
| 2005 | - 第四届“亚洲人气偶像50强”第7名（在新加坡本地艺人中排名第一） |